# 加藤静治
加藤 静治（かとう しずはる、1942年（昭和17年）3月18日 - ）は、日本の政治家。愛知県清須市長（3期）。元新川町長（1期）

## 来歴
1960年（昭和35年）3月、大同工業高等学校（現・大同大学大同高等学校）卒業。同年4月、新川町職員に採用される。1990年（平成2年）から同町助役を3期務める。2002年（平成14年）、同町長に就任。
2005年（平成17年）7月7日、西春日井郡西枇杷島町・新川町・清洲町が新設合併して清須市が発足する。これに伴って8月7日に行われた市長選挙に出馬し初当選。
2009年（平成21年）、無投票で再選。
2013年（平成25年）7月21日に行われた市長選では、元市議・元県議の渡辺秀人を破り3選（加藤：16,169票、渡辺：12,961票）。投票率は57.43％。
2018年 春の叙勲で旭日小綬章を受章。